# Claude de Malleville
Claude de Malleville (* 1597 in Paris; † 1647 ebenda) war ein französischer Schriftsteller. 
Malleville gehörte 1634 zu den Gründungsmitgliedern der Académie française und war der erste Inhaber des Fauteuil 8. Als sein Nachfolger wurde 1648 der Jurist Jean Ballesdens berufen. 
Einige Zeit arbeitete Malleville als Sekretär für den Marschall von Frankreich François de Bassompierre; später wechselte er als Verwaltungsbeamter in den Hofstaat von Anna von Österreich. 

## Werke (Auszug)
- Œuvres poétiques. 1, Sonnets, madrigaux et épigrammes, rondeaux, Didier, Paris 1976
- Œuvres poétiques. 2, Elégies, stances et ballets, psaumes, pièces diverses, Didier, Paris 1976
- Poésies dv sievr de Malleville, 1695
- Commentarius in regias aquarum et sylvarum constitutiones